# Acolasis fucosa
Acolasis fucosa är en fjärilsart som beskrevs av Berg 1883. Acolasis fucosa ingår i släktet Acolasis och familjen nattflyn. Inga underarter finns listade i Catalogue of Life.